# 政治倫理の確立及び公職選挙法改正に関する特別委員会
政治倫理の確立及び公職選挙法改正に関する特別委員会（せいじりんりのかくりつおよびこうしょくせんきょほうかいせいにかんするとくべついいんかい）は、日本の衆議院に設置されていた特別委員会。国会法第45条の規定に基づき設置されていた。略称は倫理選挙特別委員会。

## 概要
政治倫理の確立及び公職選挙法改正に関する特別委員会は、衆議院に置かれていた特別委員会である。政治倫理の確立及び公職選挙法改正に関する特別委員会が国会に最初に置かれたのは、第145回国会（1999年（平成11年）1月19日召集）である。第213回国会（2024年（令和6年）1月26日招集）までの全ての国会で設置されていた。
政治倫理の確立及び公職選挙法改正に関する特別委員会は、政治倫理の確立及び公職選挙法改正に関する調査を目的に設置されている。
具体的には公職選挙法改正、衆議院議員選挙区画定審議会設置法改正、政治倫理の確立に関する法律案が議題となる。
委員の選任は、すべて議長の指名によって行われる（衆議院規則37条）。実際には、各議院運営委員会において、各会派の議席数に応じて各委員会の委員の員数も配分され、個別の人事は配分された員数の範囲内で各会派によって行われる。
委員長は、委員の互選（国会法45条）で選任されると定められているが、投票によらないで動議によって選出されることがほとんどである。委員長の選挙は年長者が主催することになっている（衆議院規則101条）。事前に各会派間で協議された特別委員長各会派割当てと会派申出の候補者に基づいておこなわれる。なお、委員長に事故があった場合は理事が職務を行うことになっている（衆議院規則38条2項）。
理事の選任は委員の互選（衆議院規則38条1項・参議院規則31条）となっているが、委員会設置以来すべて委員長の指名により行われている。理事の員数および各会派割当ては議院運営委員会で決定した基準により、選挙など会派の構成が大きく変わった際に見直される。
第213回国会においては、自民党派閥の裏金事件を受け、4月11日、政治倫理の確立及び公職選挙法改正に関する特別委員会を改組し、委員数を5人増やした「政治改革に関する特別委員会」を設置した。

## 衆議院
- 衆議院における委員の選任は、総選挙後初めて召集される会期の始めに行われる（国会法第42条および衆議院委員会先例集9号）か、国会法または衆議院規則の改正により必要となったとき（衆議院委員会先例集10号）のみであり、その他の場合は異動とみなし、委員の辞任と補欠選任で対処することになっている。
- 多くの会派は、総選挙後の国会と毎年秋に召集される臨時国会の冒頭で各委員の構成を見直すことを例としていることから、実際に委員の構成が大きく変わるのはその際である。
- 委員の会派割当数は所属議員の比率により議院運営委員会において決定される（国会法第46条および衆議院委員会先例集12号）。

### 組織
衆議院政治倫理の確立及び公職選挙法改正に関する特別委員会の員数は40人である（衆議院規則100条）。委員長1名、理事8名が選出または指名される。
衆議院政治倫理の確立及び公職選挙法改正に関する特別委員会の組織
2021年（令和3年）2月17日現在
- 政治倫理の確立及び公職選挙法改正に関する特別委員長
  - 川崎二郎（自由民主党・無所属の会）

- 理事
  - 岩屋猛、奥野信亮、鬼木誠、辻清人、星野剛士（自由民主党・無所属の会）
  - 篠原孝、森山浩行（立憲民主党・無所属）
  - 佐藤茂樹（公明党）

- 委員
  - 安藤高夫、井野俊郎、大塚拓、神田憲次、神田裕、菅家一郎、小島敏文、古賀篤、武村展英、出畑実、寺田稔、冨樫博之、橋本岳、百武公親、穂坂泰、本田太郎、村井英樹、山本拓（自由民主党・無所属の会）
  - 落合貴之、後藤祐一、櫻井周、高木錬太郎、手塚仁雄、長尾秀樹、野田佳彦、堀越啓仁（立憲民主党・無所属）
  - 井上義久、斉藤鉄夫（公明党）
  - 塩川鉄也（日本共産党）
  - 浦野靖人（日本維新の会・無所属の会）
  - 山尾志桜里（国民民主党・無所属クラブ）

### 所管事項
衆議院政治倫理の確立及び交渉区選挙法改正に関する特別委員会の所管事項は次の通り。
1. 政治倫理の確立及び公職選挙法改正に関する調査

国政調査案件
1. 政治倫理の確立及び公職選挙法改正に関する事項

## 歴代委員長
| 衆議院政治倫理の確立及び公職選挙法改正に関する特別委員長 | 衆議院政治倫理の確立及び公職選挙法改正に関する特別委員長 | 衆議院政治倫理の確立及び公職選挙法改正に関する特別委員長 | 衆議院政治倫理の確立及び公職選挙法改正に関する特別委員長 |
| -------------------------------------------------------- | -------------------------------------------------------- | -------------------------------------------------------- | -------------------------------------------------------- |
| 1                                                        | 桜井新                                                   | 1999年1月19日 - 2000年6月2日                             | 自由民主党                                               |
| 2                                                        | 自見庄三郎                                               | 2000年7月5日 - 2000年12月1日                             | 自由民主党                                               |
| 3                                                        | 中馬弘毅                                                 | 2001年1月31日 - 2001年12月7日                            | 自由民主党                                               |
| 4                                                        | 赤城徳彦                                                 | 2002年1月21日 - 2002年7月31日                            | 自由民主党                                               |
| 5                                                        | 高橋一郎                                                 | 2002年10月18日 - 2003年10月10日                          | 自由民主党                                               |
| 6                                                        | 増田敏男                                                 | 2003年11月20日 - 2004年8月6日                            | 自由民主党                                               |
| 7                                                        | 遠藤武彦                                                 | 2004年10月12日 - 2005年11月1日                           | 自由民主党                                               |
| 8                                                        | 鈴木恒夫                                                 | 2006年1月20日 - 2006年6月18日                            | 自由民主党                                               |
| 9                                                        | 今井宏                                                   | 2006年9月26日 - 2007年8月10日                            | 自由民主党                                               |
| 10                                                       | 棚橋泰文                                                 | 2007年9月10日 - 2008年6月21日                            | 自由民主党                                               |
| 11                                                       | 河本三郎                                                 | 2008年9月29日 - 2009年7月10日                            | 自民民主党                                               |
| 12                                                       | 牧野聖修                                                 | 2009年9月18日 - 2010年8月6日                             | 民主党                                                   |
| 13                                                       | 松崎公昭                                                 | 2010年10月1日 - 2011年8月31日                            | 民主党                                                   |
| 14                                                       | 山田正彦                                                 | 2011年9月13日 - 2012年7月10日                            | 民主党                                                   |
| 15                                                       | 赤松広隆                                                 | 2012年7月10日 - 2012年9月8日                             | 民主党                                                   |
| 16                                                       | 加藤公一                                                 | 2012年10月29日 - 2012年11月15日                          | 民主党                                                   |
| 17                                                       | 保岡興治                                                 | 2012年12月27日 - 2014年6月20日                           | 自由民主党                                               |
| 18                                                       | 山本拓                                                   | 2014年9月29日 - 2015年9月25日                            | 自由民主党                                               |
| 19                                                       | 山本公一                                                 | 2016年1月4日 - 2016年8月3日                              | 自由民主党                                               |
| 20                                                       | 竹本直一                                                 | 2016年9月26日 - 2017年6月16日                            | 自由民主党                                               |
| 21                                                       | 平沢勝栄                                                 | 2017年11月2日 - 2018年7月22日                            | 自由民主党                                               |
| 22                                                       | 山口俊一                                                 | 2018年10月24日 - 2019年8月5日                            | 自由民主党                                               |
| 23                                                       | 山本拓                                                   | 2019年10月4日 - 2020年9月18日                            | 自由民主党                                               |
| 24                                                       | 川崎二郎                                                 | 2020年10月28日 - 2021年                                  | 自由民主党                                               |
| 24                                                       | 浜田靖一                                                 | 2021年 - 2022年10月2日                                   | 自由民主党                                               |
| 25                                                       | 平口洋                                                   | 2022年10月2日 - 2023年10月20日                           | 自由民主党                                               |
| 26                                                       | 亀岡偉民                                                 | 2023年10月20日 - 2024年1月26日                           | 自由民主党                                               |
| 27                                                       | 石田真敏                                                 | 2024年1月26日 - 2024年4月11日                            | 自由民主党                                               |

## 所管国務大臣等
委員会が審査又は調査を行うときは、政府に対する委員の質疑は、国務大臣又は内閣官房副長官、副大臣若しくは大臣政務官に対して行う（参議院規則42条の2）。どの国務大臣等に対して出席を求めるかは、各議院の委員会において、委員長及び理事の協議で決定される。政治倫理の確立及び公職選挙法改正に関する特別委員会において出席を求められる主な国務大臣等は、以下の通り。
- 総務大臣
  - 武田良太（自由民主党）
- 総務副大臣
  - 熊田裕通（自由民主党）
  - 新谷正義（自由民主党）
- 総務大臣政務官
  - 谷川とむ（自由民主党）
  - 古川康（自由民主党）
  - 宮路拓馬（自由民主党）
- 以上の国務大臣の下に置かれる内閣官房副長官、副大臣、大臣政務官など。